# Laura Nicholls
Laura Nicholls González (Santander, 26 de fevereiro de 1989) é uma basquetebolista profissional espanhola que atualmente joga pelo Club Baloncesto Avenida na Liga Femenina de Baloncesto. A atleta possui 1,91m e joga na posição pivô.

## Carreira
Nicholls integrou Seleção Espanhola de Basquetebol Feminino, na Rio 2016, conquistando a medalha de prata.